# جولي براون
جولي براون (بالإنجليزية: Julie Brown)‏ (و. 1958 – م) هي ممثلة، وكاتبة سيناريو، وممثلة هزلية، ومغنية مؤلفة، ومخرجة تلفزيونية، ومغنية، وممثلة تلفزيونية، من الولايات المتحدة الأمريكية، ولدت في فان نويس.

## وصلات خارجية
- جولي براون على موقع IMDb (الإنجليزية)
- جولي براون على موقع ألو سيني (الفرنسية)
- جولي براون على موقع ميوزك برينز (الإنجليزية)
- جولي براون على موقع أول موفي (الإنجليزية)
- جولي براون على موقع قاعدة بيانات الأفلام السويدية (السويدية)
- جولي براون على موقع إن إن دي بي (الإنجليزية)
- جولي براون على موقع ديسكوغز (الإنجليزية)
- جولي براون على موقع قاعدة بيانات الفيلم (الإنجليزية)
- جولي براون على موقع كينوبويسك (الروسية)